# José Peña Meza
José Peña Meza (Carahue, 5 de octubre de 1951) es un abogado y político chileno, miembro del Partido Radical (PR). Desde 1990 hasta 1994 ejerció como diputado por el distrito N.° 51, de la Región de La Araucanía.

## Biografía
Nació el 5 de octubre de 1951, en Carahue. Está casado con Patricia Durán Díaz y tienen tres hijos.

### Estudios y vida laboral
Los estudios primarios los realizó en la Escuela Granja N.°53 de Tranapuente, perteneciente a su ciudad natal, mientras que los secundarios en la Escuela Normal de Victoria.
Finalizada su etapa escolar, ingresó a la Facultad de Derecho de la Universidad de Concepción, egresando en 1978. Juró como abogado el 26 de enero de 1981.
En el ámbito profesional, entre 1973 y 1977, ejerció como profesor en la Escuela N.° 11 de Concepción.
Desde 1981 ejerció libremente como abogado y fue notario suplente de Temuco. En 1982 fue nombrado por la Ilustre Corte de Apelaciones de esta ciudad como abogado subrogante del Juzgado de Letras de Carahue, cargo que desempeñó hasta 1988, renunciando para dedicarse a sus labores como presidente regional de su partido. También, ocupó el puesto de Consejero del Colegio de Abogados de la Región de La Araucanía.

## Trayectoria política
Inició sus actividades políticas en 1968 al ingresar a la Juventud Radical (JR) de esa ciudad. Durante su etapa universitaria fue presidente del Centro de Alumnos hasta 1973. Simultáneamente, entre 1970 y 1971, ocupó el cargo de Vicepresidente de la zona Sur de la Federación de Estudiantes Normalistas de Chile.
En diciembre de 1989 fue elegido diputado por el distrito N.° 51, correspondiente a las comunas de; Carahue, Nueva Imperial, Saavedra, Teodoro Schmith, Freire y Pitrufquén (9ª región), para el periodo 1990-1994. Integró la Comisión de Defensa Nacional.
En las elecciones parlamentarias de 1993 intentó la reelección, pero no resultó reelecto.

## Historial electoral

### Elecciones parlamentarias de 1989
- Elecciones parlamentarias de 1989 a Diputado por el distrito 51 (Carahue, Freire, Nueva Imperial, Pitrufquén, Saavedra y Teodoro Schmidt)[1]

### Elecciones parlamentarias de 1993
- Elecciones parlamentarias de 1993 a Diputado por el distrito 51 (Carahue, Freire, Nueva Imperial, Pitrufquén, Saavedra y Teodoro Schmidt)[2]